# اریش پونتو
اریش یوهانس برونو پونتو (انگلیسی: Erich Ponto؛ ۱۴ دسامبر ۱۸۸۴ – ۱۴ فوریهٔ ۱۹۵۷) یک هنرپیشه اهل آلمان بود. وی بین سال‌های ۱۹۰۸ تا ۱۹۵۷ میلادی فعالیت می‌کرد.
از فیلم‌ها یا برنامه‌های تلویزیونی که وی در آن نقش داشته است می‌توان به مرد سوم، روتشیلدها، سگ باسکرویل اشاره کرد.